# Robin Niblett
Sir Robin Christian Howard Niblett (urodzony 20 sierpnia 1961) – brytyjski specjalista ds. stosunków międzynarodowych. Od stycznia 2007 r. jest dyrektorem Chatham House (Królewskiego Instytutu Spraw Międzynarodowych).

## Edukacja i życie osobiste
Jest synem Alana i Christine Niblettów. W 1990 roku ożenił się z Trishą de Borchgrave, z którą ma dwie córki.
Uczył się w Cottesmore School i Charterhouse. Studiował w New College w Oksfordzie i uzyskał tytuł licencjata z języków nowożytnych w 1984 r., a następnie MPhil w 1993 r. i DPhil w stosunkach międzynarodowych w 1995 r. Jego praca doktorska nosiła tytuł „The European Community and the Central European Three, 1989–92 : a study of the Community as an international actor”.

## Kariera
Po opuszczeniu Oksfordu był muzykiem w latach 1985–1987 (w Who’s Who wymienia gitarę elektryczną wśród swoich rozrywek). W latach 1988–1992 był pracownikiem naukowym w programie studiów wojskowych CSIS Waszyngton. W latach 1992–1997 był przedstawicielem europejskim CSIS w Londynie. Dyrektor, a następnie starszy wiceprezes ds. planowania strategicznego CSIS w Waszyngtonie (1997-2001). Dyrektor programu europejskiego i inicjatywy na rzecz odnowionego partnerstwa transatlantyckiego CSIS Waszyngton (2004-2006). Wiceprezes wykonawczy, CSIS (Centrum Studiów Strategicznych i Międzynarodowych), Waszyngton (2001-2006). Od stycznia 2007 r. jest dyrektorem Chatham House. Robin jest współprzewodniczącym Global Futures Council on Geopolitics Światowego Forum Ekonomicznego, a od 2012 roku pełni funkcję przewodniczącego i członka innych rad WEF. Jest członkiem Grupy Ekspertów FCDO oraz specjalnym doradcą Komisji Spraw Zagranicznych Izby Gmin (2015-17). Był przewodniczącym grupy ekspertów na Szczycie NATO w Walii w 2014 r. oraz przewodniczącym komitetu sterującego Akademii Brytyjskiej ds. projektu Języki dla bezpieczeństwa (2013 r.). Od stycznia 2010 do maja 2020 był dyrektorem niewykonawczym Fidelity European Values Investment Trust.
Niblett brał udział jako panelista w konferencjach i wydarzeniach na całym świecie jako ekspert ds. stosunków transatlantyckich i ładu europejskiego. Złożył zeznania przed Komisją Specjalną ds. Obrony Izby Gmin na temat przyszłości NATO i europejskiej obronności, Komisji Spraw Zagranicznych na temat stosunków USA-Wielka Brytania oraz przyszłości polityki rządu Wielkiej Brytanii wobec Unii Europejskiej, oraz Komisji Specjalnej ds. Miękkiej Mocy i Wpływów Wielkiej Brytanii. Występował jako analityk na te tematy w głównych mediach, w tym w BBC i CNN, a także pisał i komentował dla czołowych gazet, w tym Financial Times, Washington Post The Guardian i Daily Telegraph.
Brał udział w spotkaniu Polsko-Brytyjskiego Okrągłego Stołu.

## Odznaczenia
W 2012 roku został odznaczony przez polski rząd medalem Bene Merito. Mianowany towarzyszem Orderu św. Michała i św. Jerzego (CMG) z odznaczeniami noworocznymi 2015 za zasługi w promowaniu Wielkiej Brytanii jako światowego centrum polityki zagranicznej oraz komandorem rycerskim Orderu św. Michała i St George (KCMG) z okazji urodzin 2022 za zasługi dla stosunków międzynarodowych i brytyjskiej polityki zagranicznej.